# 10254 Hunsruck
Hunsrück (asteróide 10254) é um asteróide da cintura principal, a 2,1186469 UA. Possui uma excentricidade de 0,064393 e um período orbital de 1 244,63 dias (3,41 anos).
Hunsrück tem uma velocidade orbital média de 19,79293443 km/s e uma inclinação de 3,51404º.
Este asteróide foi descoberto em 29 de Setembro de 1973 por Cornelis van Houten, Ingrid van Houten-Groeneveld.